# She's All That
She's All That er en amerikansk romantisk komediefilm fra 1999 instrueret af Robert Iscove og med Freddie Prinze, Jr. og Rachael Leigh Cook i hovedrollerne.

## Medvirkende
- Freddie Prinze, Jr. som Zachary "Zack" Siler
- Rachael Leigh Cook som Laney Boggs
- Paul Walker som Dean Sampson, Jr.
- Matthew Lillard som Brock Hudson
- Jodi Lyn O'Keefe som Taylor Vaughan
- Kevin Pollak som Wayne Boggs
- Usher Raymond som Campus DJ
- Kimberly "Lil' Kim" Jones som Alex Chason Sawyer
- Anna Paquin som Mackenzie "Mac" Siler
- Kieran Culkin som Simon Boggs
- Elden Henson som Jesse Jackson
- Sarah Michelle Gellar som Pigen i Cafeteriet (ukrediteret)
- Gabrielle Union som Katarina "Katie" Darlingson
- Dulé Hill som Preston
- Tamara Mello som Chandler
- Clea DuVall som Misty
- Tim Matheson som Harlan Siler
- Alexis Arquette som Mitch
- Chris Owen som Derek Funkhouser Rutley
- Vanessa Lee Chester som Melissas ven
- Milo Ventimiglia som fodboldspiller
- Takbir Bashir
- Brandon Mychal Smith
- Flex Alexander som Kadeem
- Debbi Morgan
- Carlos Jacott
- Michael Milhoan
- Patricia Charbonneau som Lois Siler
- Katharine Towne som Savannah

## Priser
Filmen er blevet nomineret til adskillige priser.
| År   | Pris                                   | Kategori                                             | Modtagere og nominerede                  | Resultat  |
| ---- | -------------------------------------- | ---------------------------------------------------- | ---------------------------------------- | --------- |
| 1999 | YoungStar Awards                       | Best Performance by a Young Actress in a Comedy Film | Rachael Leigh Cook                       | Vundet    |
| 1999 | Teen Choice Awards                     | Choice Movie Actor                                   | Freddie Prinze, Jr.                      | Vundet    |
| 1999 | Teen Choice Awards                     | Choice Movie: Love Scene                             | Freddie Prinze, Jr. & Rachael Leigh Cook | Vundet    |
| 1999 | Teen Choice Awards                     | Choice Movie: Comedy                                 | Choice Movie: Comedy                     | Nomineret |
| 1999 | MTV Movie Awards                       | Bedste kvindelige gennembrud                         | Rachael Leigh Cook                       | Nomineret |
| 1999 | MTV Movie Awards                       | Bedste filmpar                                       | Freddie Prinze, Jr. & Rachael Leigh Cook | Nomineret |
| 2000 | Young Hollywood Awards                 | Best Bad Girl                                        | Jodi Lyn O'Keefe                         | Vundet    |
| 2000 | Young Hollywood Awards                 | Best Song                                            | Sixpence None the Richer ("Kiss Me")     | Vundet    |
| 2000 | Kids' Choice Awards, USA               | Favorite Movie Couple                                | Freddie Prinze, Jr. & Rachael Leigh Cook | Vundet    |
| 2000 | Blockbuster Entertainment Awards       | Favorite Actress – Newcomer (Internet Only)          | Rachael Leigh Cook                       | Vundet    |
| 2000 | Blockbuster Entertainment Awards       | Favorite Actor – Comedy/Romance                      | Freddie Prinze, Jr.                      | Nomineret |
| 2000 | ASCAP Film and Television Music Awards | Most Performed Songs from Motion Pictures            | Matt Slocum ("Kiss Me")                  | Vundet    |
| 2000 | ALMA Awards                            | Outstanding Actor in a Feature Film                  | Freddie Prinze, Jr.                      | Nomineret |